# Pisarzowice (okres Bílsko-Bělá)
Pisarzowice (německy Schreibersdorf, vilamovsky Śrajwadiüf) jsou vesnice v jižním Polsku ve Slezském vojvodství v okrese Bílsko-Bělá v gmině Wilamowice. Leží ve Wilamovském podhůří na soutoku řek Pisarzówka, Czerwonka i Słonica. Sousedí na jihozápadě s Bílskem-Bělou, na západě s Janowicemi, na severu s Wilamowicemi, Hecznarowicemi a Starou Wsí, na východě s městem Kęty a na jihu s obcí Kozy. Probíha tudy silnice Bílsko-Bělá – Osvětim.
První písemná zmínka o obci pochází z roku 1326. Patřila Osvětimskému knížectví a s ním byla součástí nejdřív Českého království, poté v letech 1457–1772 Polska, resp. polsko-litevské říše, a následně Habsburské monarchii. Z hlediska kulturně-geografického se řadí k Malopolsku, resp. Západní Haliči. Název je odvozen od osvětimských místopísařů, jejichž majetkem vesnice původně byla. V moderním kostele ze 70. let 20. století se nachází obraz Sacra Conversatione z 16. století pocházející z původního dřevěného kostela, který shořel roku 1965.
V současnosti Pisarzowice patří k suburbanní zóně Bílska-Bělé a v souvislosti se suburbanizací zažívají stavební boom a prudký nárůst počtu obyvatel: zatímco v roce 2008 zde žilo 4 673 lidí, roku 2015 to bylo už 5 547, tedy více než v sousedním městečku Wilamowice. Jedná se o největší sídlo v gmině jak podle počtu obyvatel, tak rozlohy (13,84 km²).